# 蘇格蘭人
蘇格蘭人（低地蘇格蘭語：Scots Fowk，蘇格蘭蓋爾語：Albannaich）是蘇格蘭本土的民族或族群。從歷史上看，他們是兩族—皮克特人（一說認為皮克特人為凱爾特人一支）和蓋爾人的混合。前者在西元9世紀創立蘇格蘭（阿爾巴）王國，並在民族語言上已經認同凱爾特人。後來，附近也使用凱爾特語的坎布里亞郡英格蘭人，以及日耳曼語族的盎格魯撒克遜人、維京人，皆被納入蘇格蘭民族。現代使用“Scottish people”（蘇格蘭人）或“Scots”（蘇格蘭人）可用來指任何語言、文化、家庭祖先或遺傳起源是來自蘇格蘭的人。拉丁文或“Scotti”原指“蓋爾”，但後來用來描述蘇格蘭的所有居民。“Scotch”儘管有時被認為是過時的或貶義的，這種用法還是被用來指稱蘇格蘭人，主要是在蘇格蘭外使用。
1603年，蘇格蘭國王詹姆士六世南下到英格蘭，繼承伊麗莎白一世的王位，成為統治兩地的共同國王。然而，英格蘭和蘇格蘭的實質合併是1707年聯合法令生效。今天，蘇格蘭是英國的構成國之一，絕大多數生活在蘇格蘭的人是英國公民。

## 民族分佈、人口與語言
蘇格蘭人的祖先分布在許多蘇格蘭外的地區。地形因素迫使他們移民，最後成為大英帝國的一份子。
後來的工業衰退和高失業率使得蘇格蘭人向世界各地移動。蘇格蘭人民的大量人口落戶北美、南美、澳大利亞和紐西蘭等地。在加拿大有特別高的比例，是僅次於美裔的移民人口，他們同時也保留了自己的蘇格蘭語言與文化。
蘇格蘭人性格粗獷、友好善良，並重視保存自身傳統文化，民歌、音樂、服飾至今皆保留著民族特點。風笛、格子裙、高爾夫和威士忌是蘇格蘭人的標誌。

### 人口
蘇格蘭境内人口約524.21萬（2012年），但全世界約有5000萬人擁有蘇格蘭血統。

2011年人口普查時的蘇格蘭人口密度圖

蘇格蘭人口包含從古至今蘇格蘭領土內的人類數量。現在蘇格蘭面積為78,782平方（30,418平方英里），依照2011年人口普查，蘇格蘭大約有5,295,000人，
人口密度為67.2每平方（174每平方英里）。大約70%的蘇格蘭人居住在蘇格蘭中部這一個東北-西南向、自首府愛丁堡到格拉斯哥的帶狀區內。
除去最大城市格拉斯哥和第二大城市愛丁堡這兩大都會，蘇格蘭人口集中的城鎮還包括佩斯利、斯特靈、福爾柯克、伯斯和鄧迪。其他人口集中地區包括蘇格蘭東北部的阿伯丁和印威內斯。蘇格蘭高地和外赫布里底群島人口很少，密度為9/km2（23/sq mi），為全國最低；格拉斯哥人口密度最高，為3,289/km2（8,520/sq mi）。
到2011年4月為止，蘇格蘭的出生、死亡、結婚記錄都由蘇格蘭註冊總署（General Register Office for Scotland）負責，當月1日該機構併入蘇格蘭統計局。新機構依然按照《1965年出生、死亡和結婚登記（蘇格蘭）法案》（Registration of Births, Deaths and Marriages (Scotland) Act 1965）來運作，每年向蘇格蘭政府匯報數據。蘇格蘭統計局也負責十年度的人口普查，最近的一次是在2011年3月。

### 地理分布
英國蘇格蘭地區約有有524.2萬人口、美國有約480萬人口、加拿大有約410萬人口、澳洲也有部分分佈。
事實上，蘇格蘭人廣布全世界。

### 語言
蘇格蘭人的祖先曾使用不同的語言和方言如:皮克特語、古诺斯语、諾曼法語和布立吞亚支語言。但現在幾乎不再使用。蘇格蘭人民的其餘三個主要的語言是英語，蘇格蘭低地各種方言和蓋爾語。這三個之中，英語是最常見也最重要。蘇格蘭人民也有一些少數民族語言，如在阿根廷的蘇格蘭人口使用西班牙文。
蘇格蘭語到底是方言還是一個獨立語言仍有爭議且界線模糊，蘇格蘭語常被認為既是語言又是方言，因為和英文有高度互相理解性，特別是北英格蘭說的方言。
蘇格蘭的絕大部分地區大多通用英語。但蘇格蘭人在說英語時往往帶有濃重的地方口音，也就是蘇格蘭腔調的英語。現代英語中有不少詞匯是蘇格蘭人專用的，這是英語受蘇格蘭民族語言影響的結果。
蘇格蘭本民族的語言爲蓋爾語，它是一種起源於古凱爾特浯的語言，現在仍講這種語言的約有8萬人，他們主要居住在蘇格蘭沿海的各個島嶼上以及西北部的蘇格蘭高地。蓋爾語對於大部分蘇格蘭人來說已成爲一種陌生的語言，但在蘇格蘭的不少學校中，仍然教授這種語言，這是蘇格蘭人保持自己民族傳統的一個重要行為。

## 地理環境

蘇格蘭地形圖。

蘇格蘭的地理富於變化，從農村地帶的低地到荒蕪的高地，既有大都市也有無人居住的島嶼。蘇格蘭位於北歐，包括了大不列顛島北部三分之一的面積，以及790個離島，其中最主要的是設得蘭群島、奧克尼群島、內赫布里底群島和外赫布里底群島。蘇格蘭唯一在陸上接壤的鄰國是英格蘭。
蘇格蘭可以分為兩個明顯不同的地理區域，分別是北部和西部的蘇格蘭高地，以及南部和東部的蘇格蘭低地。高地地區地形多山。低地地區則地形平緩，蘇格蘭大多數人口居住於此。格拉斯哥是蘇格蘭最大的都市，但蘇格蘭的政治中心則位於愛丁堡。
蘇格蘭天然資源豐富，主要包括煤、鐵、鋅，這些資源對20世紀初蘇格蘭工業的發展有重大的貢獻。現在能源仍然是蘇格蘭經濟中重要的部分。蘇格蘭是歐盟最大的石油生產國，但可再生能源的發展也成為蘇格蘭在近年面對的課題。

## 歷史沿革
現代蘇格蘭人的祖先，主要是公元前1000年左右從歐洲大陸遷徙而來的皮克特人和後來逃到不列顛的凱爾特人，還有一部分是歐洲的日耳曼人。皮克特人、凱爾特人和日耳曼人經過長期的融合，終於形成了蘇格蘭民族的主體。

### 傳說
公元1世紀中葉，由凱撒率領的羅馬帝國軍隊完成了對不列顛大部分地區的征服，整個英格蘭地區幾乎處於羅馬軍隊的鐵蹄之下。然而，羅馬軍隊對北部蘇格蘭的進犯卻屢遭失敗。這一方面是由於蘇格蘭地區地形複雜，羅馬騎兵不易發揮作用；另一方面是蘇格蘭人的英勇抵抗。羅馬軍隊每前進一步，都會付出沉重的代價。
有一夜，一支蘇格蘭軍隊經過數天的行軍，到達前沿陣地時已是人困馬乏。蘇格蘭軍隊很快酣然入睡了，負責執勤的士兵剛開始還能強打精神，後來也不知不覺打起盹。不料，此時有一小股羅馬士兵趁着夜色偷偷兵分幾路包抄過來。他們企圖打蘇格蘭人一個措手不及，一場圍殲蘇格蘭人的戰鬥眼看就要打響。然而，就在羅馬士兵進逼過程中，蘇格蘭人聽到一聲慘叫。原來，一個穿草鞋的羅馬士兵踩到了薊上，硬刺透過草鞋紮進了他的腳掌。這叫聲在夜裡顯得特别刺耳，驚醒了蘇格蘭士兵。他們迅速起身，投入戰鬥，並一擧殲滅了前來偷襲的羅馬士兵。
在這次戰鬥中，薊拯救了蘇格蘭軍隊，所以蘇格蘭人對它有着特殊的感情，並把它奉爲“國花”。

### 詞源
Scotia這個詞源自羅馬人，在公元1世紀時就開始用來指稱一個部族—蘇格蘭。羅馬人也用這個詞來指居住在愛爾蘭的蓋爾人。Bede使用單詞Scottorum指稱從愛爾蘭來的民族最終融合於皮克特的一部分。由此我們可以推斷為是指Dál Riata王國(在蘇格蘭西部邊緣)的蓋爾人的到來。
值得注意的是，比德用NATION（國家）這個詞描述蘇格蘭人，而他經常提到的其他民族，如皮克特人，是用gene或race（種族）來稱呼。
在10世紀的盎格魯 - 撒克遜編年史，"Scot"這個字被用來指“蓋爾人的土地”。
現代，Scot和Scottish主要適用於蘇格蘭的居民。大多人不在意潛在的古代愛爾蘭的內涵。東北愛爾蘭的部分地區使用的阿爾斯特蘇格蘭語，是來自蘇格蘭的17和18世紀移民到愛爾蘭的結果。
在英語中，Scotch這個詞是描述來自蘇格蘭的任何東西，如蘇格蘭威士忌。但是，在指人時，較常用是Scots。很多蘇格蘭人覺得Scotch這個詞有攻擊性和冒犯的意味。根據牛津字典，Scotch是Scottish的老式用法。

### 皮克特王國與皮克特人
蘇格蘭的皮克特王國始於公元三世紀，並一直持續五百年直到到斯堪地拉维亚入侵。皮克特人沒有過制度化的婚姻小家庭生活。生活圍繞著部落單元，氏族（来自蓋爾语都clan中都'兒童'）。在氏族部落裡，他們自稱有共同的祖先。全部男性成員都有權力在公共牧場耕地。首領代表整個氏族，當選後，可能會被召回，而不能擁有巨大的財產。氏族首領按照皮克特的法律繼承，基於能力和實力，而不是長子繼承權。
皮克特人被羅馬人稱為“Picti”，意思是拉丁語的“ Painted Ones”，這些北方部落構成了黑暗時代蘇格蘭最大的王國。他們擊退了羅馬人都和盎格魯人的，創建英倫三島真正的南北分割。後來他們和蓋爾人一起創造了阿爾巴王國。

### 蓋爾帝國
蘇格蘭的名字“Scoti”源自蓋爾語。本來是羅馬人描述蓋爾語的'海盜'，是一個種族貶義詞。他們自稱“Goidi L”，現在又稱蓋爾人(Gaels)，後來被稱為蘇格蘭阿爾巴(Alba)。
幾個世紀以來，歷史學家們爭論蓋爾人的原籍。最早的歷史來源是10世紀左右，他們認為，蓋爾人西元500年前在國王Fergus Mor的帶領下從愛爾蘭過來，並征服皮克特人。
最近考古學家提出質疑。如果蓋爾人真的來自愛爾蘭，然後侵入他人，應該會有不同類型的建築風格。考古學家指出，在蓋爾和愛爾蘭發現的古屋和堡壘，在風格方面的相似，暗示了蓋爾人在國王Fergus Mor統治前幾個世紀就住在這裡。
帝國的达尔里阿达王国是巨大的丘陵堡壘，城牆四周堆砌了巨大的石塊以便防禦。這裡也是一個重要的貿易中心和商品集散地。從愛爾蘭來的黃金、從歐洲南部來的葡萄酒、甚至遠東使用稀有礦物著色的文士手稿。
亦有說法指出，蓋爾人是凱爾特人的一個分支。歐洲大陸的凱爾特人分為兩支遷徙，到蘇格蘭的稱為蓋爾人，到英國的稱為布利吞人。
至於凱爾特文化是如何傳到蘇格蘭的現在尚無定論，一種觀點是，凱爾特人入侵蘇格蘭，並憑借當時最先進的鍊鐵術，征服並統治了蘇格蘭；另外的一些人認爲，凱爾特文化是通過貿易等接觸逐漸滲透到蘇格蘭的。
不管怎樣，從此蘇格蘭成了凱爾特文明的一個分支，現在仍被認爲是6個現存的凱爾特國家之一。現在的蘇格蘭的傳統文化大多起源於凱爾特文化。

### 聯合條約與合併
1707年聯合法令是蘇格蘭與英格蘭議會的兩個法令，分別於1706、1707年在各自議會通過。
根據這兩個法令，英格蘭王國和蘇格蘭王國，在當時有相同的君主，卻有獨立的立法機構的王國，通過「大不列顛」的國名聯合。現代英國全名是「大不列顛與北愛爾蘭聯合王國」。
蘇格蘭和英格蘭簽署了聯合條約，但是在蘇格蘭人的爭取之下保留了獨立的教會、教育和法律系統，這三樣被稱為是蘇格蘭三大基石。

## 社會、家庭與婚姻

### 社會
蘇格蘭和英格蘭簽署了《聯合條約》，但是在蘇格蘭的爭取之下保留了教會、教育以及法律系統等，稱為蘇格蘭三大基石。
由於鼓勵讀聖經，以便傳教，教會在教區都會成立學校，因此蘇格蘭的教育比英格蘭普遍，同樣社會階級背景，知識水平、識字率都比英格蘭強。
在宗教方面，蘇格蘭本身有其獨立的教會，是長老會的主流而不是英格蘭國教的聖公會，在法律上面，蘇格蘭採取的是所謂的羅馬法系，也就是一般所稱的大陸法系，這點和採用海洋法系或者普通法的英格蘭完全不同。
由於受清教主義影響較深，在蘇格蘭，教育在面向大眾方面要比英格蘭早得多。早在300年前，蘇格蘭的每個郡就至少擁有一所學校。當牛津、劍橋這兩所著名的英格蘭大學爲富家子弟所壟斷時，蘇格蘭的大學里卻坐着許多窮困人家的孩子。這些大學里培養出來的學生，有的成爲中學的老師，有的擔任教區牧師，但更多的學生是利用他們所學到的技能，來到英格蘭尋求發展機遇。這一過程有時被人稱爲蘇格蘭人對英格蘭的“征服”，直到今天仍是如此。

### 氏族

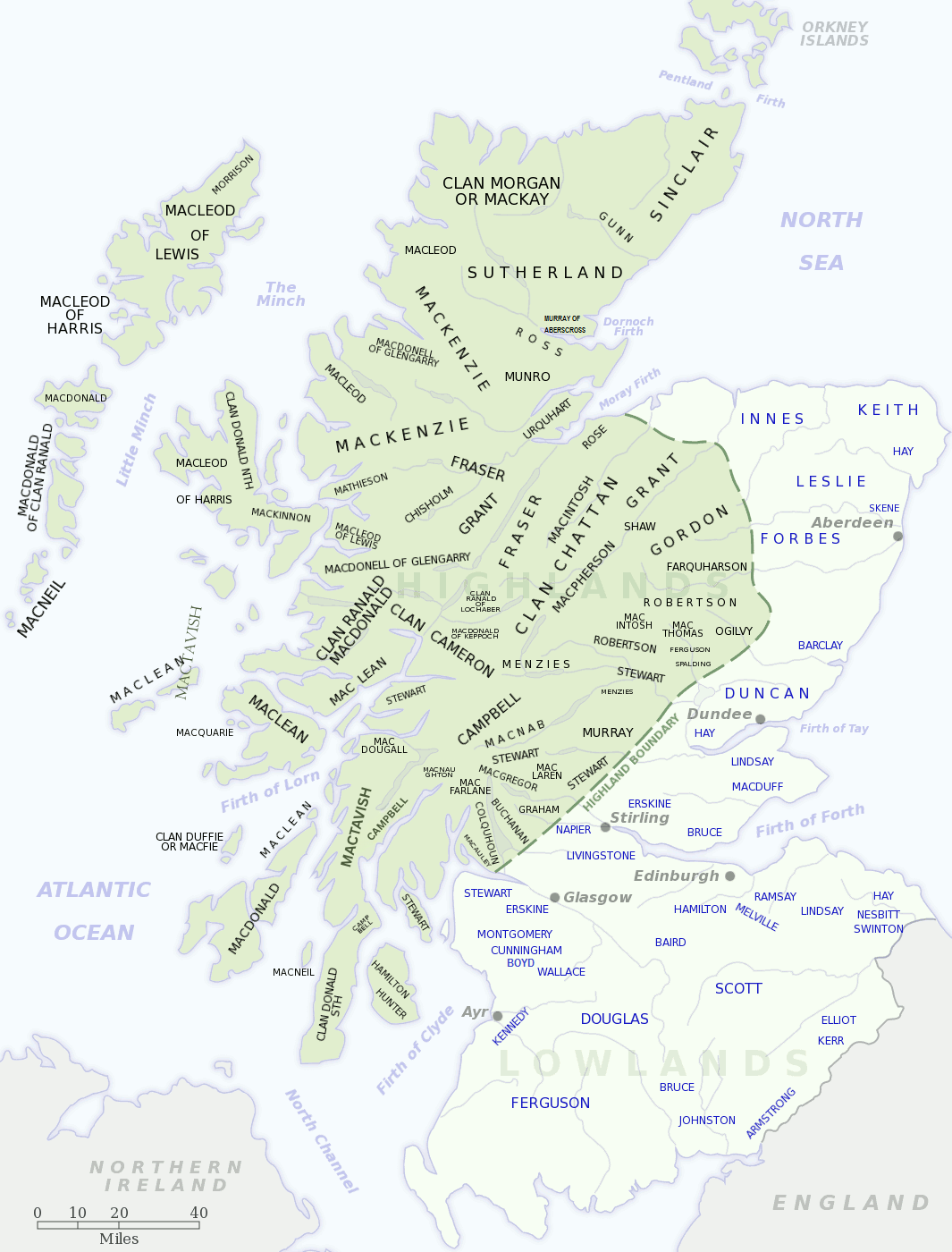
蘇格蘭氏族

一個蘇格蘭的氏族（從蓋爾的，“孩子”）是蘇格蘭人民之間的親屬群體。氏族給予其成員一種共同的身份和血統的歸屬意識，其中蘇格蘭手臂紋章被認可為一個正式結構。大多數部族都有自己的格子呢的模式，可以追溯回19世紀，其成員也可以納入短裙或其他種衣服。
現在的宗族的概念是指有自己的格子呢和明確的土地，這是由蘇格蘭作家沃尔特·司各特頒布。從歷史上看，高地和低地地區的織工往往對布料圖案有不同的偏好，隨著社會變遷，這逐漸變成一個地區有優越地位的氏族或家族會穿特別格子圖案的衣服，以成為其標識。

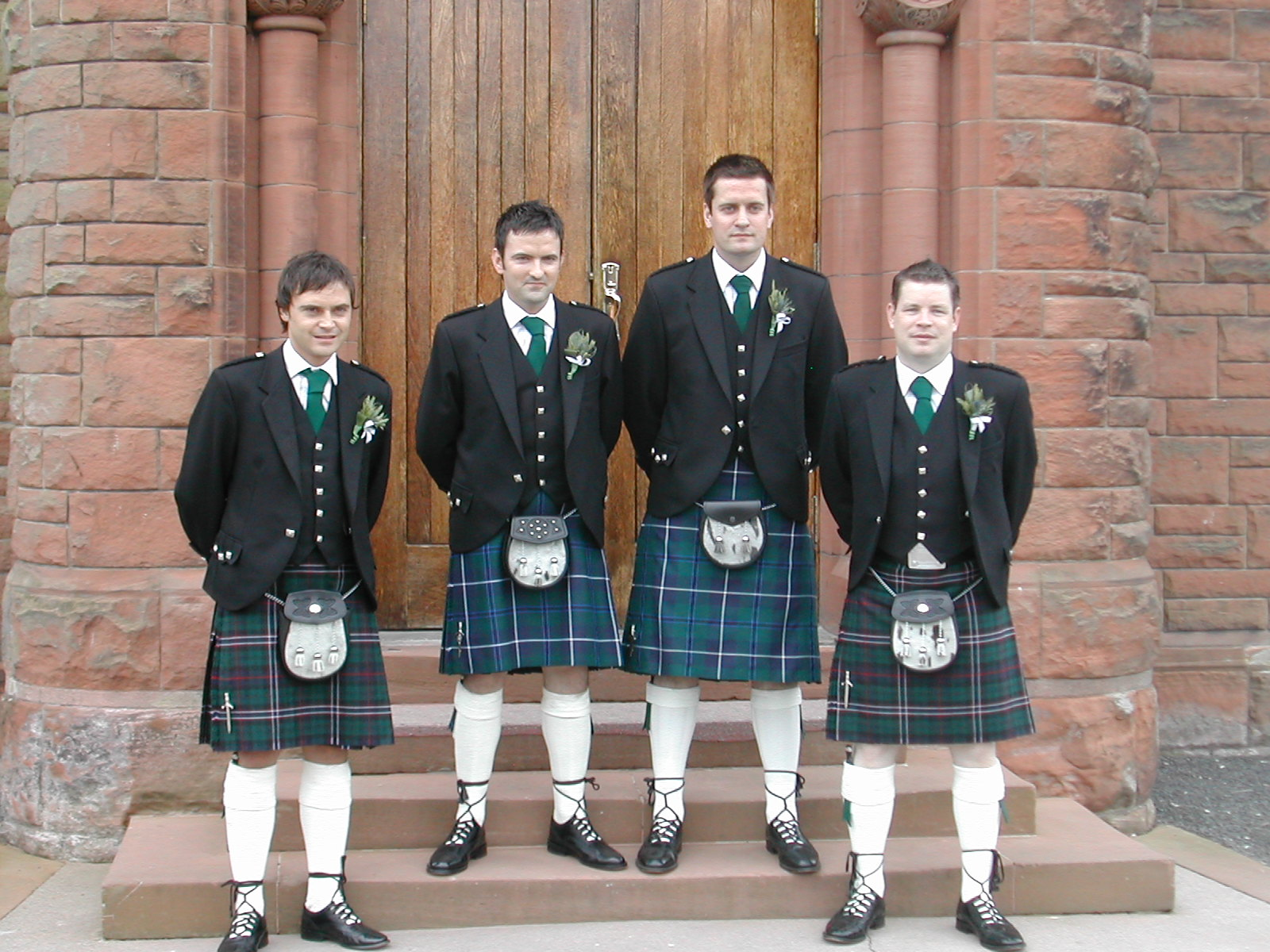
蘇格蘭男用短裙，相同的格子呢可當作家族識別

許多部族都有自己的氏族酋長。氏族通常是以地緣或創建者鎖控制的區域作為識別。有時也以祖先的城堡和宗族聚會，形成了社會景象的常規部分。近期最重要的聚會是2009聚會 （页面存档备份，存于）
很多人誤以為每個出生有氏族姓氏的人都是酋長的直系後裔。許多族人雖然沒有和酋長直接的關係，還是採用這個姓氏以展現團結性，或是在緊急危難時得到支援。大多數氏族的追隨者是佃戶，提供勞動力給部族領導人。與普遍看法相反，普通族人很少和氏族首領有親屬關係或任何血緣關係，但當十六，十七世紀姓氏越來越普遍使用時，他們把酋長的姓為自己當姓氏延續使用。因此，到18世紀的神話已經有“整個家族是從一個祖先流傳下來的後代”之說

### 常見姓氏
參照:常見姓氏列表
苏格兰常见姓氏前20名
| 排名 | 原文      | 译文     | 百分比 % |
| ---- | --------- | -------- | -------- |
| 1    | Smith     | 史密斯   | 1.28     |
| 2    | Brown     | 布朗     | 0.94     |
| 3    | Wilson    | 威尔逊   | 0.89     |
| 4    | Robertson | 罗伯逊   | 0.78     |
| 5    | Thompson  | 汤普森   | 0.78     |
| 6    | Campell   | 坎贝尔   | 0.77     |
| 7    | Stewart   | 斯图尔特 | 0.73     |
| 8    | Anderson  | 安德森   | 0.70     |
| 9    | Scott     | 斯科特   | 0.55     |
| 10   | Murray    | 美利     | 0.53     |
| 11   | MacDonald | 麦当劳   | 0.52     |
| 12   | Reid      | 里德     | 0.52     |
| 13   | Taylor    | 泰勒     | 0.49     |
| 14   | Clark     | 克拉克   | 0.47     |
| 15   | Ross      | 罗斯     | 0.43     |
| 16   | Young     | 杨       | 0.42     |
| 17   | Mitchell  | 米切尔   | 0.41     |
| 18   | Watson    | 沃森     | 0.41     |
| 19   | Paterson  | 佩特森   | 0.40     |
| 20   | Morrison  | 莫里森   | 0.40     |

### 社會階級

#### 十八世紀以前
英格蘭與蘇格蘭在1707年合並為大不列顛王國時，就已經有相近的社會結構。下列表格的涵蓋范圍很廣。
| 階級               | 特徵 |
| ------------------ | --- |
| 農奴與勞工         | 農奴處於社會的最底層，比佃農還低一級。社會階級比農奴還低的人，應該是流浪者、罪犯之類的人。 |
| 佃農與工匠         | 租用居所或擁有极小土地的人，叫佃農。在封建時代，佃農要向地主上交不少農作物，作為地租。 |
| 自耕農             | 自耕農擁有一定面積的土地，能保護自己免受地主侵犯。在作战时，他們通常担任長弓手。在近代早期，一些商人的阶级高於自耕農但低於紳士。 |
| 紳士               | 紳士擁有一定資產，無須勞作，靠地租生活，受過良好教育。他們在法律界、宗教界、政治界等腦力勞動領域工作。“Esquire”這個字指沒有获封为爵士的地主。大部分紳士都是有紋章的人（Armigerous），擁有繼承自上一代人的人財產與廣大的庄園。                                            |
| 騎士               | 不同時期的人，對騎士有不同的定義。騎士在中世紀早期是普通士兵。隨著騎兵的崛起，「騎士」這個詞與財富的聯繫變得更大。到了十七世紀，騎士指紳士階層中地位較高的人，在作战時擔任郡督或大型軍隊的組織者，在和平时行使司法權，審理案件。騎士的幼子會進入法律界、宗教界與政治界。 |
| 從男爵             | 从男爵拥有世袭的爵士头衔。 |
| 貴族（贵族或主教） | 貴族是完全依靠地租生活的大地主，在上院拥有席位。他们在特定时期于朝廷扮演重要角色。 |
| 皇室成員           | 皇室成員，君主的近親。 |

#### 二十世紀
國家讀者調查機構（National Readership Survey）在20世纪50、60年代發明了這个劃分方法。这个划分方法后来受到公私机构的广泛运用。
| 級別 | 職業                                                   |
| ---- | ------------------------------------------------------ |
| A    | 高級管理、行政或專業人員                               |
| B    | 中級管理、行政或專業人員                               |
| C1   | 監管人員、文職人員或低級管理、行政或專業人員           |
| C2   | 熟練工人                                               |
| D    | 半熟練或不熟練工人                                     |
| E    | 散工、最低級工人、領取退休金者與其他依靠政府援助生活者 |

#### 二十一世紀
英國國家統計署在2001年採用了新的社经劃分方法，以在新的雇傭模式下，提供更全面、更詳細的數據。
| 組別 | 描述                   | NRS劃分方法的類似級別 |
| ---- | ---------------------- | --------------------- |
| 1    | 高級專業與管理人員     | A                     |
| 2    | 低級專業與管理人員     | B                     |
| 3    | 从事中层工作的人員     | C1與C2                |
| 4    | 小僱主與非專業自雇者   | C1與C2                |
| 5    | 低級監管人員與技術人員 | C1與C2                |
| 6    | 從事半重復性工作的人员 | D                     |
| 7    | 從事重復性工作的人员   | D                     |
| 8    | 長期失業人员           | E                     |

## 產業與生活

### 經濟

#### 農業

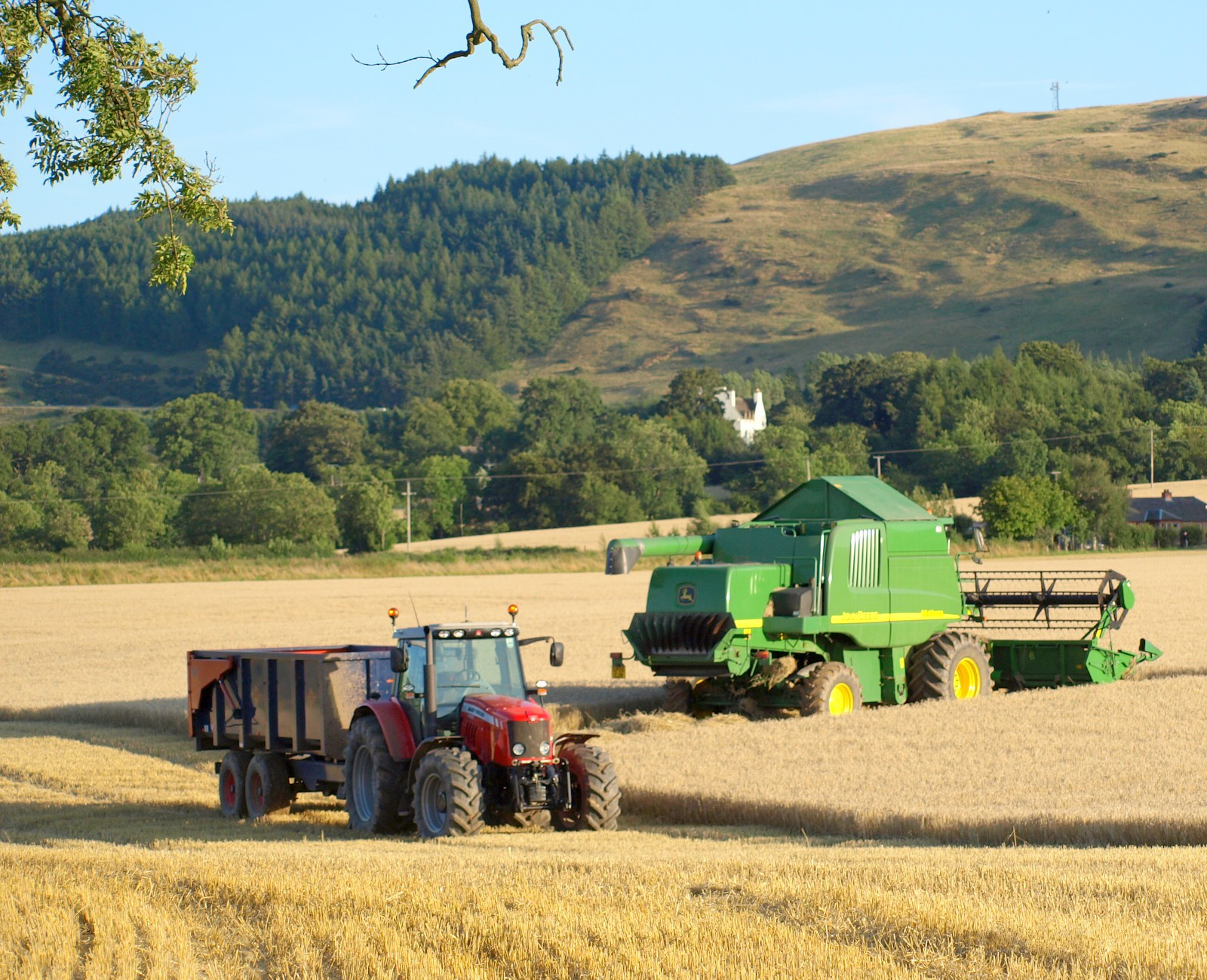
收割

蘇格蘭農業包括所有對可耕地、牧地、濱海地區的應用以及打獵活動。最早的常駐定居農業活動可追朔至約公元6000年前的新石器時期 。在青銅器時期, 大約公元前2000年 , 森林被開墾為可耕地。 在約公元前7世紀鐵器時代，出現的農脊和梯田的使用。 在羅馬人占領時期農業大幅減產，而中古世紀也因為氣候惡化使土地變得貧濟。多數的莊稼只夠自給自足，並輔以狩獵採集。主要種植作物是玉米，而牛隻則是最重要的牲畜。
中世紀暖期給了植物發展的大好機會，土地變得更加肥沃。而從12世紀起，農地內部與外部的利用制度接受了封建制度。鄉民經濟在13世紀開始蓬勃發展，在1360年代時有嚴重衰退，但在15世紀漸漸回復，17世紀時達到最高峰。但接下來的十年內暴跌帶來了四年連續的歉收，但糧食短缺的情況很快得到改善。1707年後，紳士與貴族們持續地努力改善農業。包括引入牧草、犁、新作物等等。
20世紀的蘇格蘭農業易受全球市場的波動。在第一次世界大戰時價格劇揚，但在1920和1930年代走下坡，接著在第二次世界大戰再度上揚。
1947年為了穩定市場而引進年度價格評論。密集耕作在1970年代前帶來了農業不錯的發展。越來越高的機器化使得勞力變得較不密集。從1972年歐洲經濟共同體的成員英國開始對蘇格蘭養殖方向的變化。有些部門得靠補貼才能生存。一系列的改革從上世紀90年代CAP的企圖過度生產進行控制，例如使用激勵機制限制集約經營和減少對環境的破壞。
蘇格蘭的土地總面積的約79％是投入農業生產。穀物佔78％的土地面積％，而牲畜的數量在最近幾年一直在下降。每蘇格蘭的土地總面積的15％左右是樹木叢生，大部分由林業委員會所控制的。種植業占總收入自本世紀以來一直在上升。水產養殖生產主要集中在西部和全國的北方。有些農場企業收入得依靠其他產業。蘇格蘭農業僱用大約1.5％的勞動力，並對蘇格蘭經濟有1％的貢獻。

#### 畜牧業
2014年的畜牧業的產值約為17億英鎊，並且在第一級產業輸出（30億英鎊）占過半個比例。牛、羊、豬、家禽類和其他牲畜構成了蘇格蘭主要的畜牧業。
畜牧業（不含副產品）占了總農業輸出不到40%，2014年的數據是12億英鎊。從外銷產值來看，牛隻仍占最大部分，帶來約6.9億英鎊的收入，約占總畜牧業輸出的61%

#### 商業
截至2015年三月的統計，蘇格蘭約有361,345家私營企業。和2014年同月相較成長了7.8%，是自2000年來最高的成長率。
中小企業對蘇格蘭商業發展功不可沒。2015年三月為止，蘇格蘭共有359,050家中小企業，提供了120萬的工作機會。
中小型企業占了私營企業的99.4%，提供的工作機會占了所有私營企業工作機會的55.6%，貢獻的營業額占了所有私營企業的39.4%。

### 傳統服飾

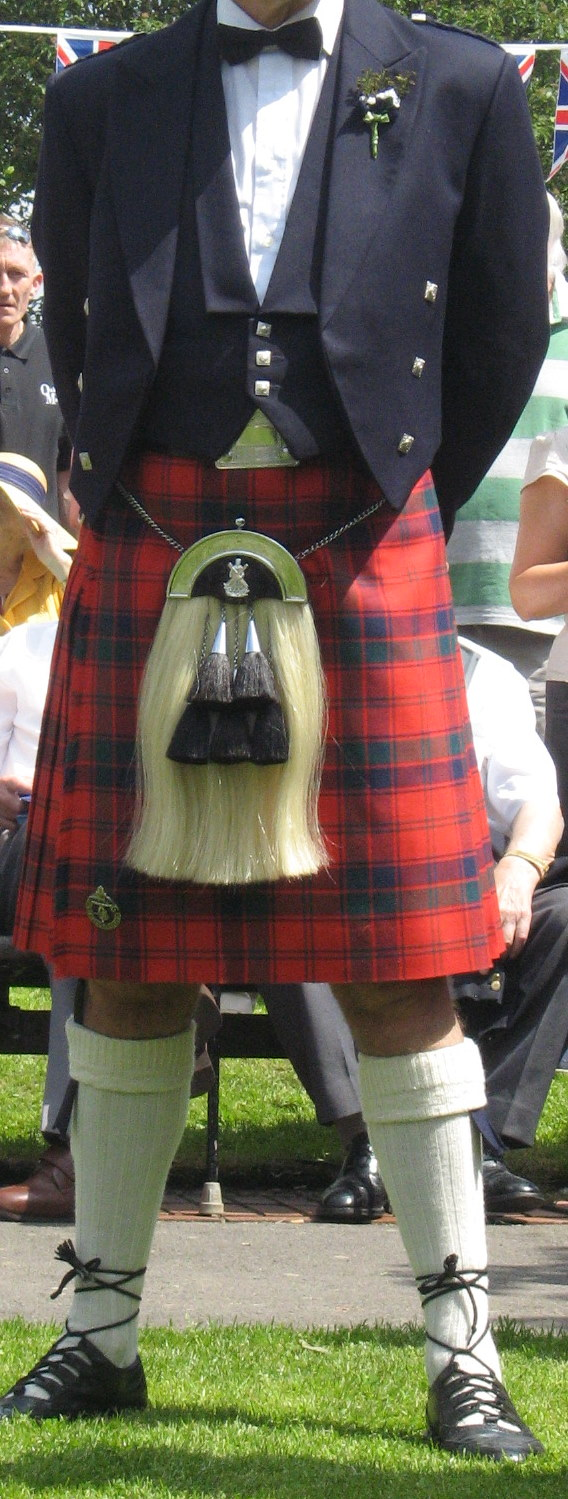
在正式場合穿的蘇格蘭裙

在蘇格蘭，無論男女都愛穿方格花短裙。一套蘇格蘭民族服裝，包括一條長度及膝的方格呢裙，一件色調與之相配的背心和一件花呢夾克，一雙長筒針織厚襪。裙子用皮質寬腰帶系牢，下面懸掛一個大腰包，掛在花呢裙子前面的正中央，有時肩上還斜披一條花格呢毯，在左肩處卡住。

### 教育
2015年的統計顯示，共有679,840名學生就讀公立學校。相較2014年的676,955人提升。
最新的預測顯示2018年的公立小學學生人數會提升至398,000人，而同年的公立中學學生人數提升至278,000。
到2015年為止的統計，有2043所地方小學，361所中學和138所特殊學校。2015年四月的官方數據提到，84%的學校表現令國人滿意，相較2007年的61%顯著成長。

## 信仰與習俗

### 信仰
現代蘇格蘭人保留了不同宗教的混合。新教和天主教分支皆存在社會。在蘇格蘭主要的新教機構是長老教會。聖吉爾斯大教堂是其中最重要的長老會。在美國，蘇格蘭和蘇格蘭- 愛爾蘭血統的人大部分是新教徒，許多屬於浸信會或衛理公會或長老教派。
在中世紀，蘇格蘭與英格蘭都受加爾文教的影響，當英格蘭進行宗教改革、確立安利甘教會爲英國國教時，蘇格蘭並沒有步其後塵，在約翰·諾克斯的領導下，蘇格蘭也進行了宗教改革，並將長老會教會作爲自己的國教會。
根據18世紀初與英格蘭簽訂的合併條約，蘇格蘭在宗教事務方面享有完全自由，不受英格蘭國教或英國國會的支配。蘇格蘭的國教現有教堂1870個，教堂由教徒選出的德高望重的“長老”與牧師共同管理，牧師之問人人平等，沒有主教與大主教之分。區域性的教會事務由牧師及長老層層選出的組織或全區代表會議開會決定。
蘇格蘭的“長老會”教會有着古老的清教主義傳統。在早期，他們不僅反對天主教舊制和繁瑣儀文，也反對王公貴族的驕奢淫逸。他們反對任何形式的娛樂，跳舞、看戲、賽馬等娛樂活動都是他們不能接受的。當然，隨着時間的推移，這些清規戒律有不少已被抛棄，但那種勤勞儉樸的清教傳統卻一直保存下來。

2011年蘇格蘭宣稱信仰羅馬天主教者分佈

以2001年和2011年人口普查數據比較的蘇格蘭人宗教信仰：
| 宗教                 | 2001      | 2001  | 2011      | 2011  |
| 宗教                 | 人口      | %     | 人口      | %     |
| -------------------- | --------- | ----- | --------- | ----- |
| 蘇格蘭長老會         | 2,146,251 | 42.4  | 1,717,871 | 32.4  |
| 羅馬天主教           | 803,732   | 15.9  | 841,053   | 15.9  |
| 其他基督教會         | 344,562   | 6.8   | 291,275   | 5.5   |
| 所有基督徒           | 3,294,545 | 65.1  | 2,850,199 | 53.8  |
| 伊斯蘭教             | 42,557    | 0.8   | 76,737    | 1.4   |
| 印度教               | 5,564     | 0.1   | 16,379    | 0.3   |
| 佛教                 | 6,830     | 0.1   | 12,795    | 0.2   |
| 錫克教               | 6,572     | 0.1   | 9,055     | 0.2   |
| 猶太教               | 6,448     | 0.1   | 5,887     | 0.1   |
| 其他宗教             | 26,974    | 0.5   | 15,196    | 0.3   |
| 無宗教信仰者         | 1,394,460 | 27.6  | 1,941,116 | 36.7  |
| 未指明信仰者         | 278,061   | 5.5   | 368,039   | 7.0   |
| 無宗教和無信仰者總計 | 1,672,521 | 33.0  | 2,309,155 | 43.6  |
| 全部人口             | 5,062,011 | 100.0 | 5,295,403 | 100.0 |

### 愛奧那修道院
愛奧那修道院位於蘇格蘭內赫布里底群島中的愛奧那島上，是聖徒哥倫巴於西元563年修建。愛奧那修道院漸成為蘇格蘭人重要的祭祀中心，特別是對蘇格蘭皇家與貴族尤其重要。許多蘇格蘭國王語部落領袖死後被葬在這。西元795年至10世紀末，維京人入侵愛奧那島，傳教士被殺，修道院被焚。西元11世紀，北歐人皈依基督教，重建教堂。西元1912年，修道院開放供信徒禮拜。愛奧那修道院成為蘇格蘭信徒的聖地。

### 習俗

#### 婚禮
蘇格蘭傳統婚禮有許多有趣的[禮俗]。在Barra島（巴拉島），人們會在婚床上灑水以此來祝福新人。在瑪律島（Mull），新婚之夜，新郎新娘應該睡在馬廄裡。而在路易斯島（Lewis），新人們必須要和父母住上一周之後才能回到他們自己的家裡。
發端於異教儀式的凱爾特人的習俗多年來一直是婚慶典禮的一部分。新郎新娘們會將他們的蘇格蘭格子呢的披肩撕開，然後拴在一起，象徵兩個家族的結合。此外，根據蓋爾人的傳統，在五月或者是月虧的時候結婚時不吉利的。
而在亞伯丁，“塗黑”（blackening）至今也是一項十分流行的傳統風俗。已經訂婚的准新郎和准新娘可能會在某一天晚上被一幫“朋友”逮住，然後渾身被塗滿蜂蜜、羽毛、煤灰等東西，並被強行圍繞村子或者酒吧遊行示眾。被塗黑的人往往要花好幾天才能清洗乾淨。
將頭髮縫在結婚禮服的褶邊上以祈求好的運氣，將血滴在裙子的內接縫上，這些則是現已不大流行的習俗。新娘在婚禮日之前不能穿很華麗或者複雜的裙子，為了適應這一習俗，結婚禮服會有一部分的褶邊是到最後一刻才會縫上的。
新娘在作為單身姑娘最後一次離開家的時候，應該用右腳先踏出屋子，這樣才比較吉利。對蘇格蘭人而言，盛大的婚慶往往從定婚典禮就開始了。訂婚典禮可以在父母家舉行，並且雙方的父母都要出席，也可以是在夜總會舉行，並且邀請一些客人，也有的是在村子的禮堂裡舉行，由全村的人來見證新人的訂婚禮。
在新婚前夜，新郎會參加和朋友們的告別單身的聚會（Stag Party，這一聚會只限男士參加）。這樣的聚會往往充滿了各種玩笑和當地的很多習俗。在法夫（Fife），洗腳的風俗沿襲至今。這一過程包括讓新郎坐在倒滿水的木盆裡，然後由他的好友們脫掉他的襪子，並在腿上抹上油脂、煤灰等的混合物。這是為了祈求新郎在今後婚姻中的好運氣。
新娘的告別單身聚會（Hen’s Night）也是在新婚前夜舉行。新娘往往會被她的朋友用氣球和彩帶打扮起來，並渾身塗上麵粉和煤灰，在大街上遊行一周。在遊行的過程中往往還伴隨著叮噹響的鐵鍋、罐子，以及鈴鐺和哨子的聲音，這樣是為了驅趕惡靈。在蘇格蘭的很多地方，新娘的朋友會捧著一個罐子，這樣人們可以向罐子裡投擲硬幣以表示對新娘的美好祝福。這也是為新婚宴籌備資金的一種方法。
舉行婚禮的時候，蘇格蘭新娘往往會穿上白色或者是奶油色的婚紗長裙。而新郎一方的親友及新娘的爸爸都會穿上十分隆重的以各自家族的蘇格蘭格子呢縫製成的整套高地傳統服飾。新娘可能還會在胳膊上戴上一塊馬蹄鐵，希望能有好運；也可以是當新娘到達婚禮地點時，由小花童送上馬蹄鐵。對於新娘來說，有一項很普遍的風俗是她的穿著裡必須有這麼幾樣東西：“舊的、新的、借來的、藍色的”。當然，所謂“新的”自然指的是新娘的婚禮禮服。而這一套禮服會成為其下一代婚禮上“舊的”或者“借來的”東西。新娘還會穿上藍色的吊襪帶）象徵“愛”）。另外，在蘇格蘭的一些地方，在新娘的鞋裡放上一枚銀幣也是一種傳統習俗，據說這樣可以招來好運氣。
一般的白色婚禮會有三個左右的伴娘，以及一個捧花的小女孩，和一個穿蘇格蘭短裙的小男孩，這兩個小孩大概都是在三歲左右。男童的任務是在新娘挽著新郎走出教堂時上前去把馬蹄鐵遞給新娘。一般來說會有一個風笛手在場，他負責將新人從教堂引向恭候著的汽車。當汽車行駛時，新郎會向車外扔出許多銀幣，孩子們會去撿這些象徵好運的銀幣。新郎和新娘的朋友和家人要向他們潑灑酒、蜜糖、灰燼、羽毛和麵粉，這寓意著驅趕邪惡事物，給新婚夫婦帶來好運氣。
通常的蘇格蘭婚禮是在4點開始，之後是餐宴及5點的祝頌詞演講，7點半的時候舞會開始，會持續到凌晨。

### 節日

#### 1月1日元旦
在蘇格蘭，元旦除夕（12月31日），傳統的慶祝方式是與朋友或家人一起迎接午夜的到來，還要唱一首由蘇格蘭詩人Robert Burns作詞的民歌《Auld lang syne》。派對甚至可以一直延續到元旦的白天！很多人會定下“新年願望”，許諾在來年達成某個目標或改掉某個壞習慣。
除夕剛過，蘇格蘭會在一月一號清晨拜訪親朋好友。而跨年第一步是蘇格蘭文化中式非常重要的禮俗。蘇格蘭人認為新的一年的第一步若走的好，一整年都會十分順利。因此，在新年的鐘聲敲響的之後邁出‘第一步’的習俗直到現在還是很普遍。這裡的「第一步」是指跨年後第一個走近你們家的人。而古老的傳統希望這位賓客是是皮膚黝黑的英俊男性，為這家帶來一整年的好運。這位賓客象徵性地戴上煤、脆餅、鹽、黑麵包（一種蛋糕），還有威士忌—木炭象徵升起溫暖火光的、甜食象徵一年甜蜜好運的。
資料顯示，在蘇格蘭，慶祝新年的活動叫做Hogmanay。在蘇格蘭各地都有活動和派對，但愛丁堡(Edinburgh) 的活動規模最大—2014年，這個城市的新年慶典是一個為期三天的音樂、美食和焰火節日。

#### 1月25日彭斯之夜
這一天是詩人羅伯特•彭斯（1759年出生）的誕辰周年紀念，在這一天人們消費許多的彭斯的晚餐，閱讀他的詩歌並舉杯暢飲，並且會進行讚揚吟遊詩人的講演《不朽的紀念》。男士穿著蘇格蘭裙，或許還有風笛音樂，人們幾乎少不了要吃肉餡羊肚（Haggis，一種傳統的蘇格蘭羊碎雜菜），配菜是蕪青和土豆。

#### 2月2日聖燭節
作為一個羅馬節日，聖燭節開始時為了慶祝春天的回歸。現在它是蘇格蘭的法定季度結算日，是租金和其它款項支付的截止日。有一首古老的民俗詩這樣描述這一天：假如聖燭節晴朗而明媚，冬天的另一半就要來臨。假如聖燭節昏暗而骯髒，冬天的另一半在聖誕時就已結束了。

#### 2月14日聖瓦倫丁節(情人節)
历史上这是聖·瓦倫丁的忌日，现在已经演變為羅曼蒂克的慶祝之日。這一天曾經是當年長的哥哥姐姐們試圖找到一個甜心愛人時，年輕人索取糖果，錢和水果的機會。人們常在紙上面寫上名字，把它被放在一個帽子中，然後每個人抽出一張紙條。如果同一個名字被抽出來三次，就意味著一樁姻緣就要發生。
這一天，許多蘇格蘭人会與爱人外出晚餐，送上情人卡、巧克力或鲜花。

#### 3月1日圣达味日
圣达味是威爾士的聖人，每年3月1日是慶祝威爾士文化的大日子。威爾士人可能會戴上一朵水仙花、吃cawl—一種以應季蔬菜和羊肉或培根為原料的湯。威爾士各地都有慶祝活動，包括在卡迪夫舉辦的大型巡遊。

#### 復活節
復活節是基督教中紀念耶穌復活的節日。通常在3月或4月第一個周日，它的日期是可變化的，因為這種曆法的計算基於月亮的週期。之前的一個週五(Good Friday) 和此後的週一(Easter Mondy) 都是銀行假日。人們慶祝復活節的方式各有不同，但很多人都會互贈巧克力復活蛋、吃熱十字小餅（上有十字標記的小甜餅），而孩子們會裝飾彩蛋或參加尋找復活節彩蛋的活動。
在前基督教時期有一個紀念撒克遜人的豐產女神“Eastre”的節日，而在基督教時期形成了統一的基督教曆法。在蘇格蘭，到了這一天，人們烤出含有香料和水果的，帶有白油酥圈的十字麵包，而且在耶穌受難日這一天，人們不去做任何的耕作和播種，而將著了色的煮熟了的的雞蛋滾下山去的習俗也將會在復活節後的星期一舉行。

#### 3月25日新年
凱爾特人的新年在11月1號慶祝。後來到了西元1600年，蘇格蘭用的格裡曆（陽曆），規定了新年為3月25日。

#### 5月1日五朔節
起源於基督教時代以前的古蘇格蘭、愛爾蘭和開曼島。，相傳是腓尼基的太陽神巴力發起的異教徒火節，也是一個凱爾特人慶祝火焰的節日、慶祝生育能力的節日，同時標誌著夏季的開始。這一節日目的是為了促進莊稼生長。
幾世紀以來在蘇格蘭的大部分地區五月初會有一個假期。年輕的姑娘們會早早的起床用五月的露水清洗她們的臉頰。在這時點火的傳統形成了地域性的名稱，比如在 Ayrshire 叫Tarbolton （“tor”意思是山，而“Bolton”來源於五朔節）。古代的督伊德教火節已經被“新世紀”的追隨者復蘇 ，這些人曾在愛丁堡歷史上的奧爾頓山聚集在了一塊。
現代版本的慶祝活動變得日益流行，最大規模的在愛丁堡、約克郡、漢普郡，日落時燃燒傳統高達30英尺的Wicker Man。

#### 5月24日帝國日/維多利亞日
這一天會看到大英帝國的旗幟在公共建築物上飄揚，並且學校的教室都裝飾上了大英帝國的國旗。這一天的名字被改成了維多利亞日。為了慶祝女王維多利亞的誕辰日，在蘇格蘭的許多地方離5月24日最近的週一是當地的商業假期，這個傳統自維多利亞開始統治英國時就一直持續著。

#### 6月18日Selkirk's的騎馬運動
騎馬隊典禮在蘇格蘭周圍的許多地方是一種傳統，而且這個傳統一直存在蘇格蘭周邊地區。Selkirk的典禮尤其著名，主要紀念在1488年6月的Flodden戰役，但在Langholm, 劳德, Peebles, Annan, 林利斯哥 和Sanquhar這些地方也有相同的節日（但在不同的日期）。

#### 8月1日收穫節
有說法認為，凱爾特人的“Lugnasaid”宴會，可能是這個節日的起源。其他人認為它是當用源自豐收的第一批穀子烤麵包時“Loafmas”的腐敗物，現在這一天變成了蘇格蘭法定的租金和合同到期的“四季結算日”。

#### Braemar 聚集日
時間是9月的第一個週六，這個蘇格蘭主要的節日的起源據說要回溯到11世紀，那時瑪律科姆三世Canmore 嘉獎了一個向Craig Choinnich進發比賽的優勝者，1848年維多利亞女王藉著王室家族參與這些比賽，確保這個活動保持到現在。

#### 9月29日米迦樂節
聖邁克爾是海的守護神，水手和它的聖徒紀念日會專門在蘇格蘭西部慶祝。這天，他們會在小島上或是小船上食用穀子烤成的薄餅，並分享給每個人。

#### 10月30日萬聖節前夕
萬聖節的晚上，在古凱特爾日曆中一年的的最後一天。德魯伊教團員慶祝這個節日作為夏天的結束，“Sain”意味著夏天，“ fuin”意味著結束。其中伴隨著巫術，大篝火和喬裝打扮，孩子們喬裝打扮好帶著麻布妖怪和蘿蔔燈籠（蠟燭在蕪箐甘藍中）拜訪附近的人家。在美國南瓜起到與之相同的作用。有一首羅伯特•彭斯寫的關於萬聖節的長詩，描述了他那個時代的這個習俗的情況。

#### 11月5日篝火夜
1605年蓋伊•福克斯試圖用20桶火藥炸掉國會大廈、刺殺詹姆士一世國王。，這個以失敗而告終的炮炸案成為兒歌的內容：“Remember, remember the 5th of November; gunpowder, treason and plot”。這一天有篝火、爆竹，還有給孩子們的硬幣（關於蓋伊•福克斯的壞印象，給孩子們向路人乞錢提供了一個藉口）。這不是獨屬於蘇格蘭的而是遍佈英國的節日。但這個節日開始於英國的統一之後不久，那時蘇格蘭的詹姆士六世也成為了英格蘭和威爾士的國王。
5日— (Bonfire Night)
現在，不光有篝火，在英國的各個城市—大到倫敦、小到各個村莊，在這一晚放焰火，幾乎成了傳統的保留節目。

#### 11月11日聖馬丁節
這是蘇格蘭最後一個法定的結算日。這一天租金和契約都將到期。在一年的這個時候，從草料變得稀缺時起，家養的牲畜就常常被屠宰。作為屠宰的副產品，牲畜的下水和著麥片煮食物，牲畜的血被用來做黑布丁。

#### 11月30日聖安德魯日
聖安德魯日是紀念其聖人的節日，也是蘇格蘭的國慶日。雖然從西元747年皮克特族在一次戰役中勝利開始，聖安德魯一直是蘇格蘭的守護神，11月30日在蘇格蘭卻不是公共的假日。蘇格蘭各地會有眾多慶祝活動，包括傳統的聚餐、詩歌朗讀、風笛音樂表演和鄉村舞蹈表演。這是參加同樂會的好機會—包含蓋爾人民俗音樂和舞蹈的派對。事實上，聖安德魯之夜更多被移居海外的居住於世界各地的蘇格蘭人慶祝。

#### 12月24日Sowan Nicht
在蘇格蘭的一些地區，聖誕前夜被叫做“Sowans Nicht” ，來源sowans——一種由浸泡在水中的燕麥苧麻殼和精良的粗穀粉製成的餐盤。在聖誕前夜焚燒歐洲花椒的枝幹，以表示任何與朋友和親戚之間的壞心情都因為耶誕節被撇開了。

#### 12月25日聖誕節
像許多古老的民族一樣，尤其是那些處於北緯的民族，冬天天短夜長。凱爾特族的異教徒們在冬至日左右幾天慶祝他們的節日。部分是為了是最黑暗的日子變得明亮起來，還有一部分是為了勸上帝同意太陽回到人間,。在挪威人的神話裡，歐丁神，禮物攜帶者，乘著馬拉的戰車劃過夜晚的天際。
過去基督宗教的教堂掌管了這個慶典，但一些傳統採界異教徒的文化。例如；聖誕園木在壁爐中燒毀，和在槲寄生下有密切關係（與督伊德教的豐產儀式相聯），房子則以冬青樹裝飾（常青樹常常引起崇敬的心情）。
但在16世紀教會改革期間，這些傳統不被蘇格蘭教會認同，他們認為聖誕是天主教的節日。但人們在心裡牢記聖誕節是救世主降臨的彌撒，在當時的蘇格蘭，彌撒是被禁止的。至今還能發現一些相關責令紀錄，是有關叛亂者試圖在蘇格蘭保留聖誕節的名稱的。而令人驚訝的是，直到19世紀60年代，聖誕節對大多數人來說還是一個正常的工作日。因此，對蘇格蘭而言，聖誕有特別的一層意義，所謂“教會的聖誕節”就不被慶祝。
蘇格蘭地區傳統的（而不是宗教的節日）聖誕慶祝在19世紀產生（與亞伯特國王，也就是維多利亞的丈夫，關係密切），大約在那時起，英格蘭和蘇格蘭就發展了相同的傳統——聖誕樹，裝飾品，聖誕老人或聖人尼古拉，禮物，在床尾的長筒襪，聖誕頌歌，聖誕卡片等等。

#### 12月31日除夕
“除夕”這個詞一些人說源於挪威語的“Hoggunott”或屠宰之夜。另外一種理論說法是它來自法國的 “Hoguinane” 。
到現在為止，除夕在蘇格蘭仍是一個比耶誕節要重要的節日。
在12月31日這一天有清掃屋子的傳統，包括在白天當煤火不旺時把灰燼從火裡掏出。此外，蘇格蘭是大不列顛聯合王國中唯一在1月1號和2號擁有法定假日的地區

## 藝術與文學

### 藝術

#### 愛丁堡藝術節
創辦於1947年，愛丁堡藝術節是蘇格蘭重要的祭典，每年八月份為期三周，內容包含舞蹈、歌劇、音樂及戲劇藝術，來自世界各地的藝術家、表演者與遊客一同體驗這場完美的慶典。多年來，這已成為一場國際性的節日，每年皆吸引來自全球70多個國家的藝術家、觀眾以及媒體。

### 文學
蘇格蘭文學包括在當地創作以及由蘇格蘭作家寫的作品。語言則有英文、蘇格蘭蓋爾語、布利吞語、法文、拉丁語等。
現存最早的蘇格蘭文學是西元6世紀的威爾士作品，由布利吞語寫成。接下來幾個世紀，來自盎格魯的定居者帶來天主教教會和古英文，新的拉丁文學就在這種影響下出現。
從西元八世紀以來，由於阿爾巴逐漸發展成蘇格蘭王國，出現一種新興的文學菁英，他們定期以蓋爾語和拉丁語創作，和愛爾蘭共享有著相同的文化背景。
十三世紀大衛革命（Davidian Revolution）後，法語和法國文化逐漸成為主流，當時北歐文學來源主要是斯堪地那維亞的移民地區。
在早期蘇格蘭文學史上，存留最早的大型文本是十四世紀詩人John Barbour的Brus史詩（The Brus）這個史詩在後來影響了一系列中世紀的傳奇小說。十五世紀時，這些也成為蘇格蘭散文作品的題材。
晚近時期，皇家貴族大力贊助詩歌、散文、戲劇。十六世紀晚期，詹姆士六世成立Castalian樂隊（Castalian Band），成員包含朝廷詩人和音樂家，詹姆士六世本身也成為贊助者與成員。
但當西元1603年，詹姆士六世到英國接受王位，從前由皇家贊助的蘇格蘭傳統蘇格蘭詩歌逐漸衰退。直到西元1707年蘇格蘭與英國成立聯合王國，在Allan Ramsay和James Macpherson等人物的提倡下，才漸漸恢復。
至維多利亞時期，已有一定數量的蘇格蘭作家享譽國際，包括羅伯特·路易斯·史蒂文森、 阿瑟·柯南·道尔、J·M·巴里 和 喬治·麥克唐納。
二十二世紀有一股恢復蘇格蘭文學的浪潮興起，稱為蘇格蘭式復興。領導人物為Hugh MacDiarmid，致力恢復蘇格蘭語，使之成為正式文學的媒介。後繼的新一代成員包含Edwin Morgan、James Kelman、Irvine Welsh等作家。

### 音樂

#### 蘇格蘭風笛

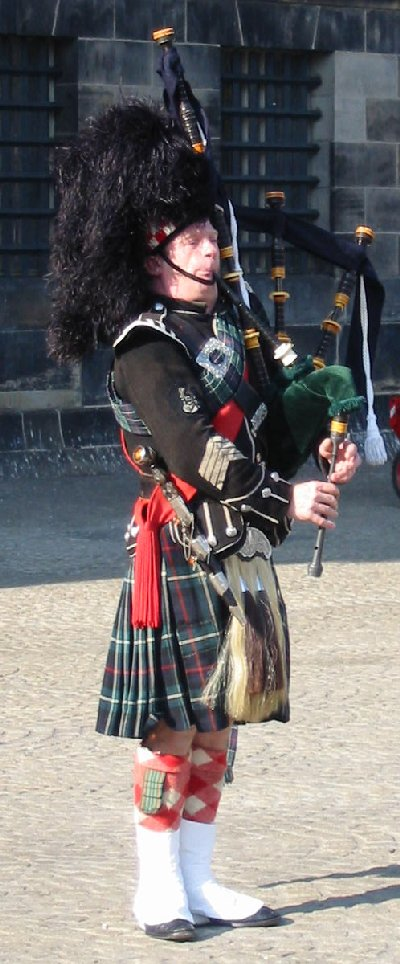
吹奏大高地风笛的风笛乐队队长

許多外地人將蘇格蘭民間音樂直接聯想到大高地風笛，大高地風笛確實長期在蘇格蘭音樂扮演重要角色，不過現在僅存在蘇格蘭的高地地區。對蘇格蘭高地民族而言，高地風笛是蘇格蘭人身份認同和生活信心的標誌，不僅僅是樂器，更是文化象徵。在軍事性或平常的集會裡，不管是為提高士氣或純粹情緒的抒發，它都傳達出許多音樂以外的文化內涵。此外，風笛也是惟一代表蘇格蘭地區出現在大英帝國軍樂隊中的樂器。

#### 蘇格蘭豎琴
凱爾特豎琴在蘇格蘭音樂歷史中可以追溯到中世紀早期，那個時代的石刻中已經有了描繪豎琴演奏的圖像，但關於豎琴早期演奏的音樂內容、演奏的方式都不為人所知。儘管在18世紀以前，豎琴音樂是蘇格蘭貴族生活中非常重要的部分，在貴族中僱傭豎琴演奏家也非常流行，但到了18世紀末期，這種器樂及其音樂就徹底消失了。現今在愛丁堡的蘇格蘭珍寶博物館中還藏有兩把保存完好的15世紀的蘇格蘭豎琴，這兩把豎琴為19世紀末蘇格蘭豎琴音樂的復興提供了豎琴製作的樣本。儘管人們現在更多地使用吉他為蘇格蘭歌曲伴奏，但一些人仍堅持認為豎琴是蘇格蘭音樂最有力、最恰當的載體。蘇格蘭豎琴研習者隊伍的不斷擴大，也使得豎琴再一次成為蘇格蘭人音樂表現的重要手段之一。

#### 蘇格蘭民歌
蘇格蘭民歌至少已有四五百年的歷史。它的一些名作至今仍廣泛流傳於世界各地，膾灸人口。如著名的蘇格蘭民歌《友誼地久天長》，也叫《一路平安》。
在蘇格蘭，旅行藝人對文化的傳頌，扮演著相當重要的角色。從鄉村到城市，連結著一連串有聲紀錄。歌手Jeannie Robertson、Lizzie Higgins道出了旅者的傳唱之聲。除此之外，革命性民謠樂團Battle- field Band，英國民謠史上重要且具爭議性人物Ewan MacColl，以及民謠復興運動個中人物Dick Gaughan，他們個個都具有強烈的批判性，將政治、社會現象與音樂連接，可謂「真正的民歌者」。再加上一些簡單的樂器，如吉他、民謠提琴、笛子和最純然的「人聲」樂音，便足以歌頌出蘇格蘭悠悠的歷史長河，展現繽紛的民間人文風采。
歷史上英倫三島（蘇格蘭、英格蘭和威爾士）與愛爾蘭居民相互之間曾多次遷徙、雜居，所以這四個地方的民間音樂有諸多共通之處。這些民歌相輔相成，構成了現代流行樂最深最厚的一個基層。

## 現況

### 獨立運動
幾百年來蘇格蘭獨立運動不曾停歇。2014年舉辦獨立公投，投票結果有55.8%選民反對獨立。
| 時間                | 事件 |
| ------------------- | --- |
| 2007 年 05 月 03 日 | 蘇格蘭民族黨在蘇格蘭議會打敗長期過半的工黨，開始提出一些有關公投的事宜。因為還沒有過半，所以其他黨並不隨之起舞。                     |
| 2011 年 05 月 05 日 | 蘇格蘭民族黨在蘇格蘭議會選舉過半。由於過半，不但可以組成多數派政府，在政治上有更多可以跟英國政府的力道。                             |
| 2012 年 10 月 15 日 | 在長達一年的討論後英國首相卡麥隆和蘇格蘭首席部長薩孟德簽訂舉辦公投的協議，同意蘇格蘭在 2014 年舉辦公投，投票公民的年齡必須16歲以上。 |
| 2013 年 11 月 25 日 | 順應 2013 年中的公投法案通過，蘇格蘭首席部長提出具體的獨立時間進程，擘畫如果公投結果是獨立的話接下來要做什麼。                       |
| 2014 年 02 月 13 日 | 英國財政部長表明若獨立的話蘇格蘭不可以使用英磅。                                                                                     |
| 2014 年 09 月 19 日 | 公投的結果出爐，反對獨立的是 55.3％，支持獨立的是 44.7％。                                                                           |
| 2015 年 05 月 07 日 | 下議院選舉中蘇格蘭民族黨狂拿自由民主黨在蘇格蘭地區的選票，直接晉升為下議院的第三大黨。                                               |

### 著名人士
- 亞當·斯密 - 經濟學家
- 大衛·休謨 - 哲學家
- 詹姆斯·馬克士威 - 物理學家
- 亞歷山大·弗萊明 - 生化學家
- 詹姆斯·瓦特 - 發明家
- 約翰·登祿普- 發明家
- 詹姆斯·杜瓦 - 化學家
- 沃爾特·司各特 - 作家
- 柯南·道爾 - 作家
- 羅伯特·路易斯·史蒂文森 - 作家
- J·K·羅琳 - 作家
- 羅伯特·伯恩斯 - 詩人
- 戈登·布朗 - 英國前首相
- 莊士頓 - 中國末代皇帝溥儀的教師
- 黛博拉·寇兒 - 演員
- 史恩·康納萊 - 演員
- 埃里克·利德爾- 田徑運動員，基督教傳教士
- 斯蒂芬·亨得利- 斯諾克運動員
- 約翰·希金斯- 斯諾克運動員
- 安迪·莫瑞- 職業網球運動員
- 极地双子星- 樂團
- 詹姆斯·麥艾維- 演員
- 傑拉德·巴特勒- 演員
- 貝爾與塞巴斯蒂安- 獨立流行樂團